# Unión Sport Club
Unión Sport Club fue un club de fútbol amateur venezolano. En su historia el club logró 7 títulos de Primera División de Venezuela en la época amateur. Disputaba sus partidos en la ciudad de Caracas. Debutó en 1925 y fue por primera vez "Campeón" en la máxima categoría del fútbol venezolano en la temporada de 1932

## Historia
El equipo fue fundado el 15 de junio de 1925 en Caracas y su presidente fue Julio García Cortez "Piquillo" (Luis Guillermo Blank fue uno de sus directivos). El sobrenombre del equipo era: la Chamaquera".
En la etapa amateur, entre 1921 y 1956, el Unión Sport Club fue el equipo con mayores conquistas en el fútbol venezolano llegando a ser campeón 7 veces; le siguió Dos Caminos Sport Club con 6 títulos y Litoral Sport Club con 5. Fue también el máximo campeón de la Copa Venezuela con 6 títulos y 2 subtítulos, seguido a distancia por el Dos Caminos que obtuvo solamente 2 títulos. 
Desde el inicio el Unión SC fue protagonista del fútbol venezolano: el "estadio San Agustín" se estrenó el 29 de julio de 1925 con el empate 2-2 entre Unión SC y Centro Atlético SC. Este fue el terreno de juego más utilizado desde finales de los 20's, toda la década de los 30's y principios de los 40's, hasta que se fundó el Estadio Nacional de El Paraíso, hoy conocido como Estadio Nacional Brígido Iriarte.
En 1932 el Unión Sport Club se inscribió en la lista de campeones y Dos Caminos Sport Club ocupó el segundo lugar. También se disputó en Caracas la Copa Relámpago con Deportivo Venezuela, Unión SC, Alemania, Dos Caminos y Nueva Esparta. Tras un año de ausencia, la "Chamaquera" del Unión SC reapareció en 1934 y se llevó nuevamente el título de Campeón, mientras que Dos Caminos SC se quedó con el segundo lugar. En 1935 el Unión SC ganó dos títulos: el campeonato de Caracas y la Copa Venezuela, en la que goleó a Dos Caminos SC en la final por 9-3.  En 1939 el Unión SC alcanzó su cuarto título y también llevó para sus vitrinas el galardón de la Copa Venezuela. 
En la última jornada del campeonato de 1940, la "Chamaquera" del Unión Sport Club necesitaba la victoria para llevarse el trofeo de campeón: Dos Caminos SC (23 puntos) y Unión SC (22). En ese último día del campeonato, Unión derrotó al Deportivo Español (9-0) y así alcanzó su quinta corona. La cobertura de la prensa caraqueña fue muy completa a través del diario El Universal con Herman "Chiquitín" Ettedgui, quien firmaba sus notas como "Baby Chiqui" Ettedgui siendo, además, jugador del Unión Sport Club. De hecho, fue el máximo goleador del certamen con 12 anotaciones y pieza clave en la obtención del quinto campeonato para la "Chamaquera". 
En 1947 y 1950 el Unión SC conquistó sus últimos dos títulos de Campeón del fútbol amateur venezolano, delante de Universidad Central FC y de La Salle FC.

### Partidos internacionales
En 1930 el equipo jugó su primer encuentro internacional con el "Escuela de Medicina de Bogotá", venciendo 4:1.
En 1931 el Unión fue a jugar un torneo amistoso internacional en Curazao, repitiendolo en 1932 y en 1947. En estos torneos los jugadores del Unión SC fueron: Haroldo Suárez, Franco “indio” Russo, Nicolás Cótchico, García, Andreu, Jorge Clavier, Félix Ochoa, Ernesto “papito Fuper” Fushemberger, Leopoldo Márquez, Antonio “mago” Peche y Antonio Calcaño.
En el mismo 1931 el Unión SC jugó con el "Ciclista Lima" de Perú en Caracas. En estos juegos los principales jugadores del Unión SC fueron: Agustín “Chivo” Cuervo, Franco “Indio” Russo (jugador italiano), Nicolás Cótchico, Aristeo García, Schultz (jugador alemán), Jorge Clavier, Pablo Corao, Antonio “El Mago” Peche, Leslie Ward (jugador inglés), Leopoldo Márquez y Antonio Calcaño.
En 1947 el Union SC jugó con un equipo de Aruba en Caracas, ganándolo 6:1.
Sucesivamente en 1950 participó en el Torneo Internacional de Caracas de 1950 y perdió 4:0 en Caracas con el "Club Remo" de Brasil, empezando un período de crisis que lo llevó a la desaparición dos años más tarde.

## Palmarés

### Torneo nacional Amateur
- Primera División de Venezuela (7): 1932, 1934, 1935, 1939, 1940, 1947 y 1950

- El equipo fue vicecampeón en tres campeonatos de la máxima division del fútbol venezolano: en  1929, 1930 y 1948.

### Copa Venezuela
El Unión SC fue Campeón de la Copa Venezuela seis veces y Vicecampeón dos veces (la última vez antes de desaparecer en 1952, cuando la Copa Venezuela se llamaba "Copa Ciudad de Caracas").
| Historial Copa Venezuela | Historial Copa Venezuela            | Historial Copa Venezuela |
| Era Amateur              | Era Amateur                         | Era Amateur              |
| Temporada                | Campeón                             | Subcampeón               |
| ------------------------ | ----------------------------------- | ------------------------ |
| Copa Venezuela           |                                     |                          |
| 1932                     | Unión SC                            | Deportivo Venezuela      |
| 1934                     | Unión SC                            | Dos Caminos SC           |
| 1935                     | Unión SC                            | Dos Caminos SC           |
| 1936                     | Unión SC                            | Deportivo Venezuela      |
| 1938                     | Unión SC                            | Dos Caminos SC           |
| 1940                     | Unión SC                            | Litoral FC               |
| 1947                     | La Salle FC                         | Unión SC                 |
| Copa Ciudad de Caracas   |                                     |                          |
| 1952                     | Universidad Central de Venezuela FC | Unión SC                 |